# Крис Ли
Крис Ли (енгл. Chris Lee — Мактир, 3. октобар 1980) професионални је канадски хокејаш на леду који игра на позицијама одбрамбеног играча.
Члан је сениорске репрезентације Канаде за коју је на међународној сцени дебитовао на светском првенству 2017. када је селекција Канаде освојила сребрну медаљу. Играо је за Канаду и на ЗОИ 2018. када је освојио бронзану олимпијску медаљу. 
Од 2013. Ли игра за руски Металург из Магнитогорска у КХЛ лиги. Са Металургом је освојио два трофеја Гагариновог купа, у сезонама 2013/14. и 2015/16, а у три наврада је играо и на ол-стар утакмици лиге.